# میلایمیس مارین
میلایمیس مارین (به انگلیسی: Milaimys Marín،  زادهٔ ۱۶ مارس ۲۰۰۱) یک کشتی‌گیر آزادکار اهل کشور کوبا است.
از افتخارات وی می‌توان به‌ کسب مدال برنز بازی‌های المپیک ۲۰۲۴ پاریس اشاره کرد.